# Hofherr-Schrantz-Clayton-Shuttleworth Magyar Gépgyári Művek Rt.

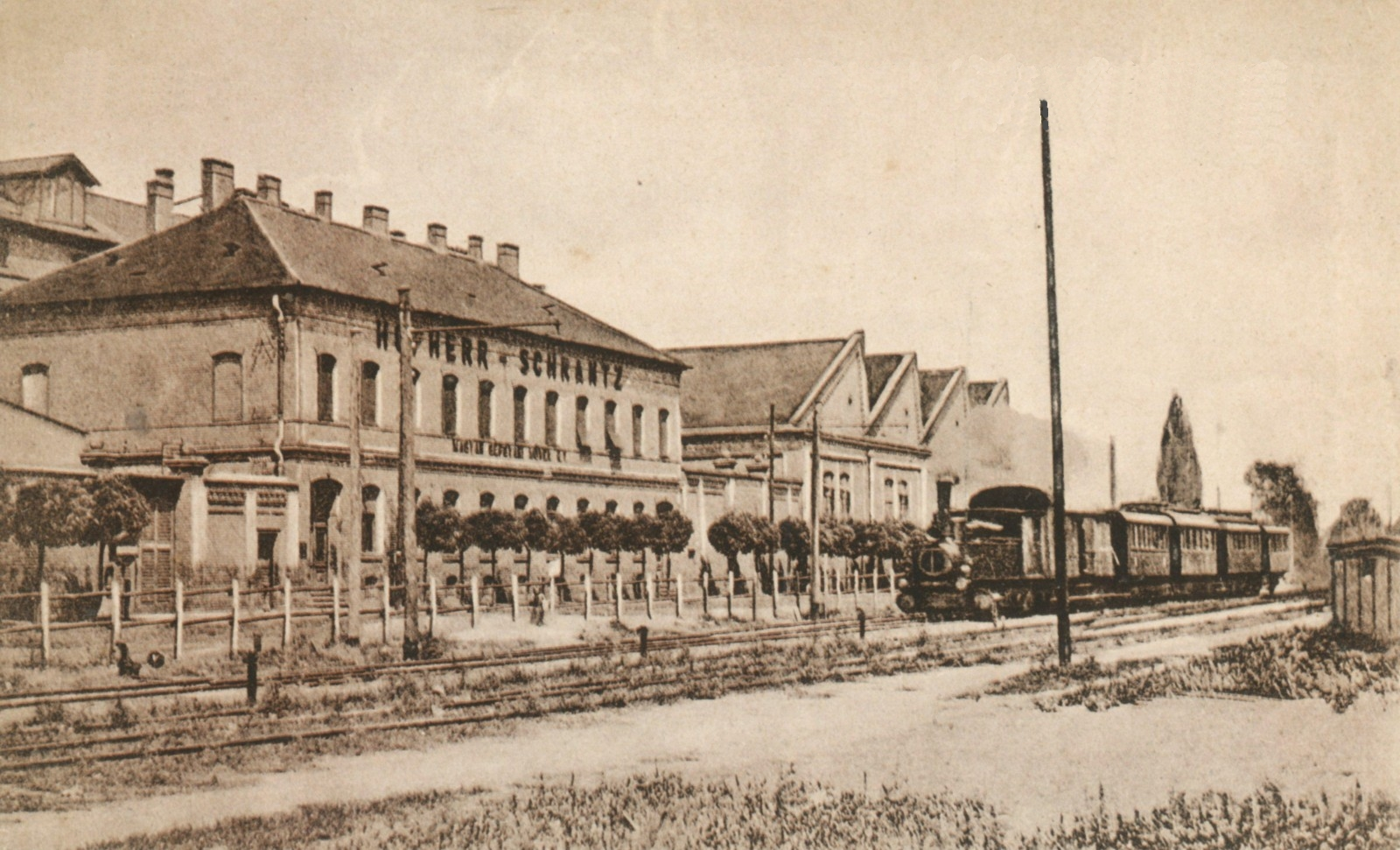
A Hofherr és Schrantz Gépgyár az 1910-es évek végén. Előtérben Kispest vasútállomás, mögötte a jelenlegi Hofherr Albert utca.

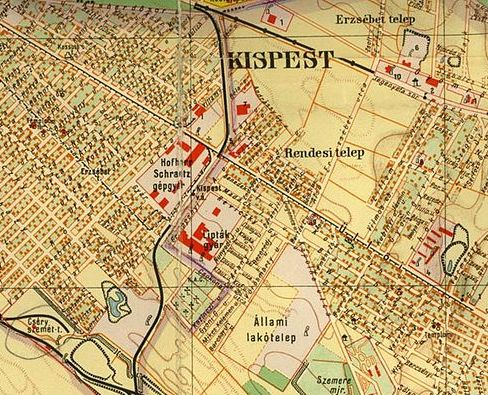
A gyár egy 1930-as térképen

A Hofherr és Schrantz Gépgyárat Hofherr Mátyás és Schrantz János alapította 1900-ban Kispesten. Később részvénytársaságként működött. Hofherr Albert 1912-ben felvásárolta a Clayton-Shuttleworth Gépgyár telephelyeit, márkanevét, raktárait. Ettől kezdve Hofherr-Schrantz-Clayton-Shuttleworth Magyar Gépgyári Művek Rt. nevet vette fel. A gyár államosítása után jött létre a Vörös Csillag Traktorgyár.

## Története

### Jogelődjei
A magyar mezőgazdasági gépgyártás egyik megalapítója és világhírűvé vált fejlesztője Hofherr Mátyás a dél-németországi Moosbeurenben (ma Oberstadion része), született gazdálkodó családban. A fiatal fiú a gépek szeretete okán kitanulta a lakatos mesterséget, majd vándorlegényként Angliába, Svájcba és végül Bécsbe jutott. Itt 1853-ban művezető lett egy mezőgazdasági gépgyárban, ahol több konstrukciójára is felfigyeltek. Néhány évnyi odesszai munka után az angol Clayton-Shuttleworth Co. bécsi gyárának vezetője lett. Itt is több sikeres gépet (nagy teljesítményű kukoricamorzsoló) szerkesztett, majd 1869-ben „M.Hofherr” néven Bécsben önálló gyárat alapított, ahol aratógépeket kezdett gyártani. Ennek sikere nyomán többek között kaszálógépek, cséplőgépek, vetőgépek gyártását is megkezdte. A cég által gyártott gépek forgalmazását kezdetben a Clayton cég végezte.
1881-ben Schrantz János, aki eddig csendes társ volt, belépett a cég vezetésébe, a cég neve „Hofherr-Schrantz cs. kir. szab. mezőgazdasági gépgyár” lett. A gyár termékei népszerűek lettek nemcsak Ausztriában, hanem Magyarországon, Lembergben, Bukarestben Odesszában és Harkovban is. 1883-ban létesült új műhelyében már gőzlokomobilok és gőzcséplőgépek is készültek.
A hazai piacról a versenytársakat (elsősorban Clayton céget) kiváló termékeivel kiszorította és magyarországi telephelyet is létesítettek, majd a bécsi gyárat be is zárták, mert nem volt a terület továbbfejleszthető. A gyár végleges helyét Kispesten találták meg, ahová a bécsi személyzet egy részét is áttelepítették 1900-ban. Az építést Hofherr Rudolf a bécsi gyár vezető gépészmérnöke irányította. A gyár neve „Hofherr és Schrantz Gépgyár” lett. Hofherr Mátyás fokozatosan átadta a vezetést fiának, Albertnek.

### 1912-től
A Clayton cég felismerte, hogy a Hofherr gyárral a kelet-európai piacon nem bírja a versenyt és így felszámolták cégeiket, eladták raktáraikat és műhelyeiket a Hofherr-Schrantz cégnek és hozzájárultak nevük felhasználásához. Így változott a cég neve 1912-ben „Hofherr-Schrantz-Clayton-Shuttleworth Magyar Gépgyári Művek Rt.”, rövidítve „HSCS”-re.
1938-ban belépett a céghez Rázsó Imre gépészmérnök, főmérnök, későbbi MTA tag.
A két világháború között a cég bevezette az egyhengeres izzófejes nyersolajmotorral hajtott HSCS izzófejes traktorok gyártását, amely újabb világsiker lett.

### A második világháború után
A szovjet Vörös Hadsereg 1945. január 12-én rendezte be tankjavító üzemét a gyár helyiségeiben. 
Erdős Jenő a gyár vezérigazgatója 1944. március 22-től a Gestapo fogságában volt, majd internálták és végül 1945. január 17-én a szovjet csapatok szabadították ki. 1945. január 21-én Erdőst igazgatóvá nevezték ki. A gyárat 1948-ban államosították, Hofherr Schrantz Traktorgyár N.V.K.F. (Nemzeti Vállalat Korlátolt Felelősséggel) néven nemzeti vállalattá alakították. A vállalat élére a később iparügyi miniszterré kinevezett Zsofinyecz Mihály került, aki 1948 és 1949 között a gyár munkásigazgatója, majd vezérigazgatója volt. A vállalat elnevezése előbb Hofherr Schrantz Traktorgyárra, majd pedig 1951. november 21-től Vörös Csillag Traktorgyárra változott.
1946-1951 között Korbuly János a gyár főmérnöke, később tanácsadója. A D4K traktor kifejlesztéséért 1963-ban Rhorer Emil főkonstruktőrrel Kossuth-díjat kapott. 1956-tól a gyár műszaki fejlesztésében meghatározó szerepet töltött be.

## Galéria

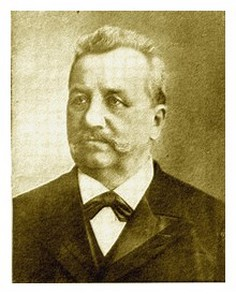
Hofherr Mátyás
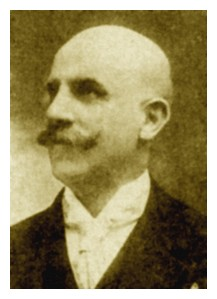
Hofherr Albert
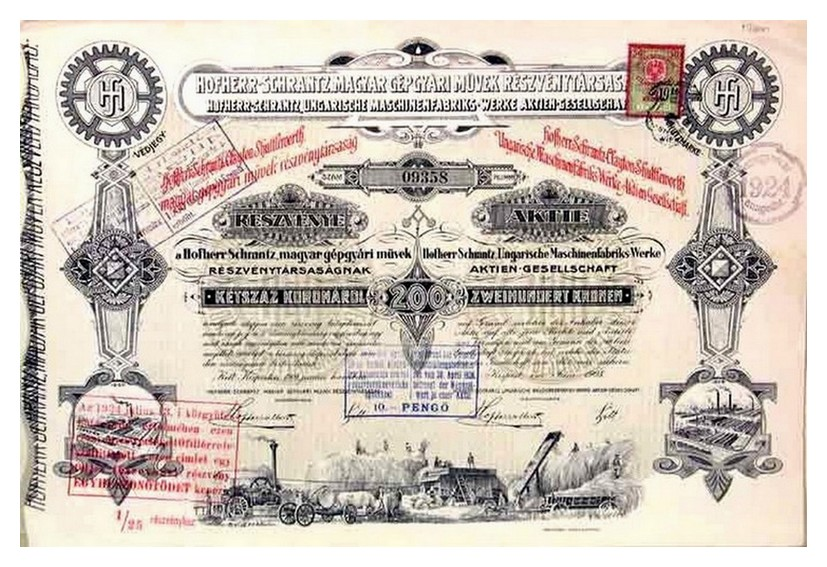
Hofherr Gyár részvénye
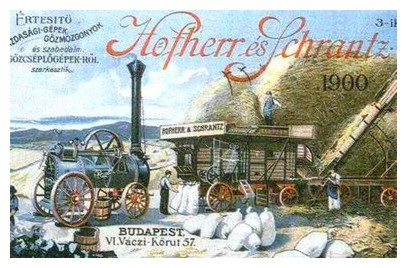
Hofherr és Schrantz reklám
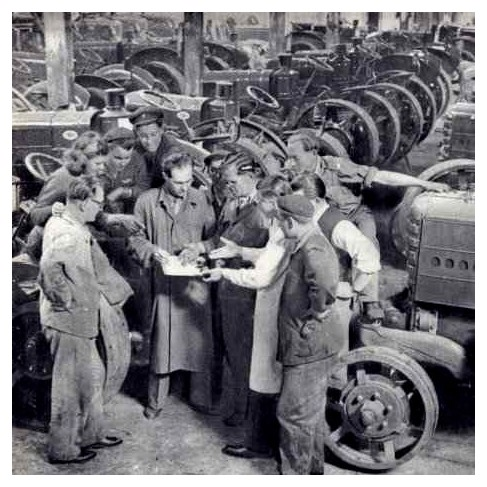
Munkások a Hofherr és Schrantz Gépgyárban
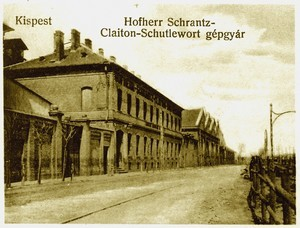
Hofherr-Schrantz-Clayton-Shuttleworth Gépgyári Művek Rt.
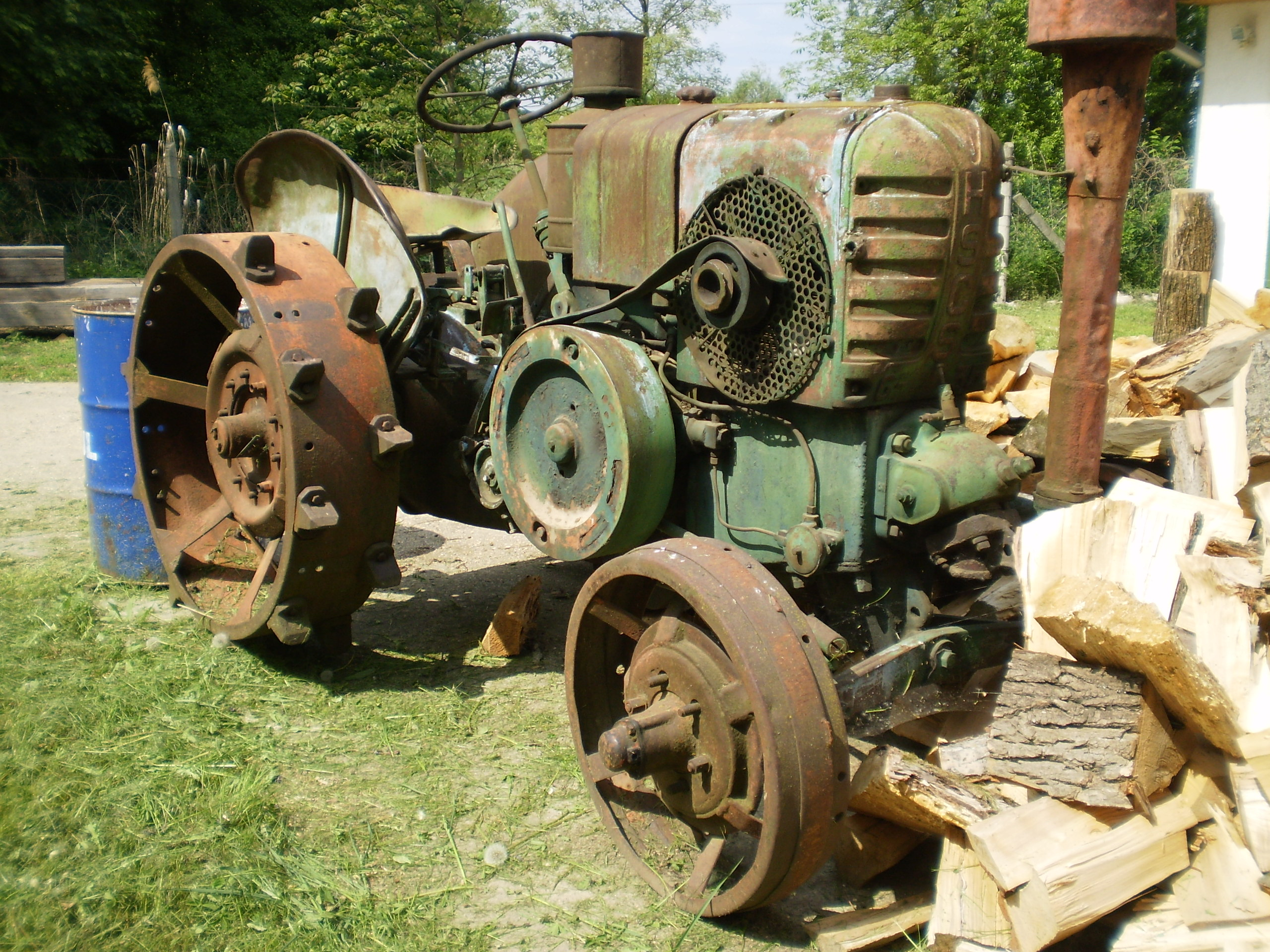
HSCS traktor
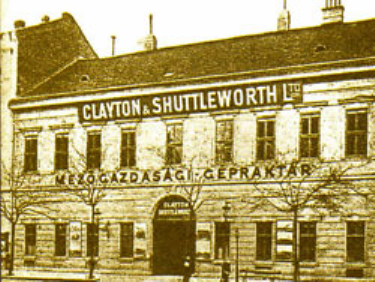
HSCS pesti gépraktára
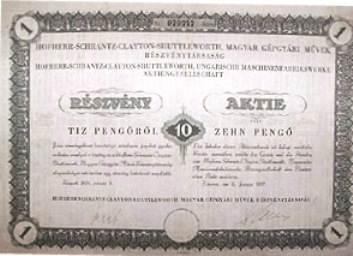
HSCS részvény
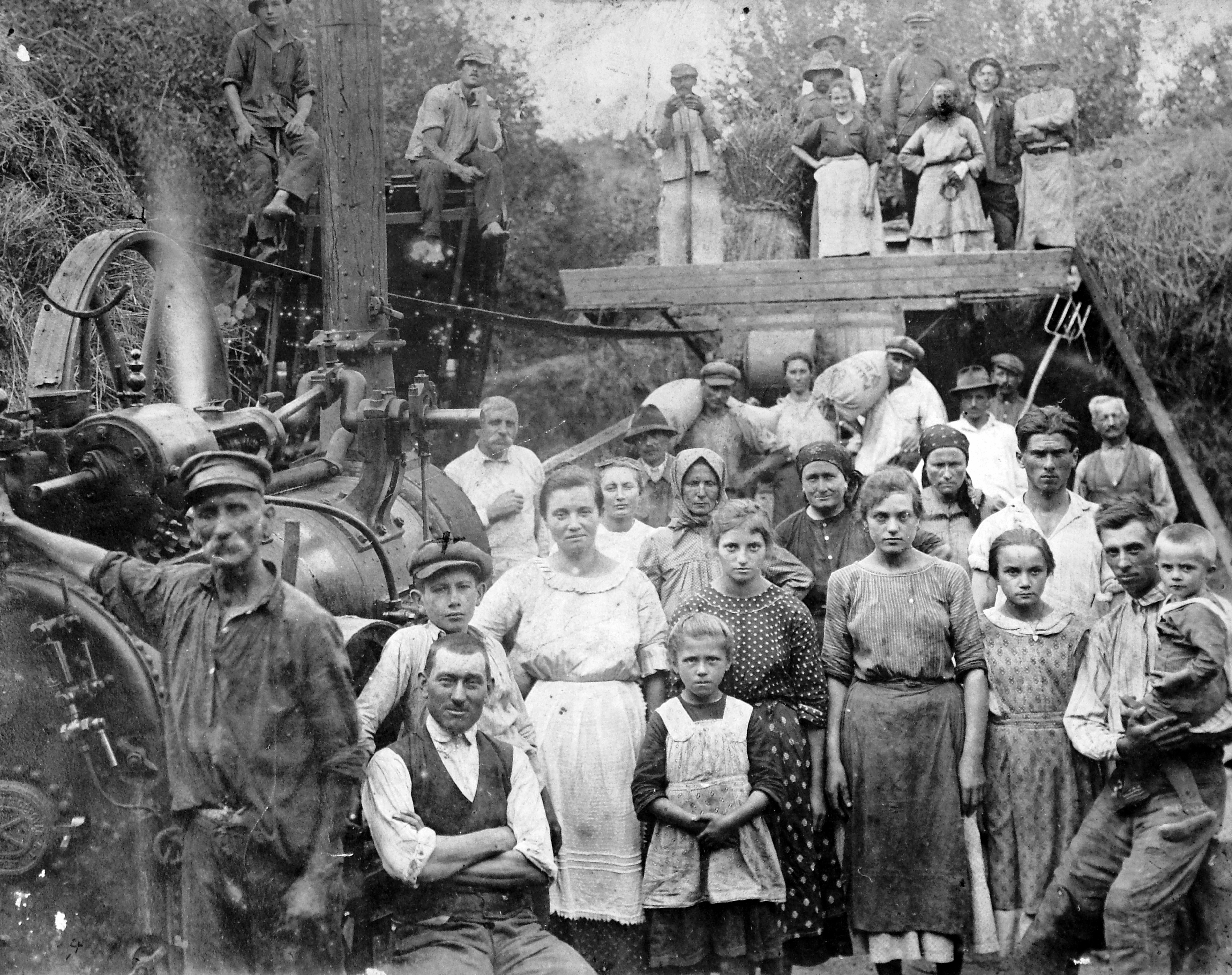
Hofherr gyártmányú cséplőgép és tüzesgép 1910-ben